# Nanowar of Steel
Nanowar of Steel (wcześniej Nanowar) – włoska grupa muzyczna  wykonująca power metal. Nazwa to parodia innego zespołu - Manowar. Zespół żartuje ze sceny heavy/powermetalowej, np. z tekstów o prawdziwości metalu, inspirowanych także fantasy i z podniosłego klimatu muzyki. Na nowszych albumach pojawiają się też częste nawiązania do włoskiej kultury popularnej. 
Początkowo zespół miał nazwę Nanowar, ale zmienił ją zainspirowany zmianą nazwy innego włoskiego zespołu - Rhapsody of Fire, która to grupa dodała część „of Fire” po tym, jak się okazało, że nazwa „Rhapsody” jest zastrzeżona. Mimo iż muzycy kpią z tej muzyki, sami są jej fanami.

## Muzycy
- Potowotominimak (Carlo Alberto Fiaschi) – śpiew
- Mohammed Abdul (Valerio Storch) – gitara, klawisze, śpiew
- Gattopanceri666 (Edoardo Carlesi) – gitara, bas
- Uinona Raider (Alessandro Milone) – perkusja, gitara, śpiew
- Mr. Baffo (Raffaello Venditti) – śpiew, efekty dźwiękowe

## Dyskografia

### Albumy studyjne
- True Metal of the World - Demo CD - 2003
- Triumph of True Metal of Steel - Demo CD - 2003
- Other Bands Play, Nanowar Gay! - 2005
- Into Gay Pride Ride - 2010
- A Knight At The Opera - 2014
- Stairway to Valhalla - 2018
- Italian Folk Metal - 2021
- Dislike to False Metal - 2023

### Albumy na żywo
- Made In Naples - 2CD Live- 2007
- Sodali do it Better - 2020

### Kompilacje
- Singles 2014 - 2018 - 2018